# Nigéria a 2018. évi téli olimpiai játékokon
Nigéria a dél-koreai Phjongcshangban megrendezett 2018. évi téli olimpiai játékok egyik részt vevő nemzete volt. Az országot az olimpián 2 sportágban 4 sportoló képviselte, akik érmet nem szereztek. Nigéria első alkalommal vett részt téli olimpiai játékokon.

## Bob
| Versenyző                                                           | Versenyszám | 1. futam | 1. futam | 2. futam | 2. futam | 3. futam | 3. futam | 4. futam | 4. futam | Összesítés | Összesítés |
| Versenyző                                                           | Versenyszám | Idő      | Hely.    | Idő      | Hely.    | Idő      | Hely.    | Idő      | Hely.    | Idő        | Helyezés   |
| ------------------------------------------------------------------- | ----------- | -------- | -------- | -------- | -------- | -------- | -------- | -------- | -------- | ---------- | ---------- |
| Seun Adigun* Akuoma Omeoga (1–2. futam) Ngozi Onwumere (3–4. futam) | Kettes      | 52,21    | 19.      | 52,55    | 19.      | 52,31    | 19.      | 52,53    | 19.      | 3:29,60    | 19.        |

* – a bob vezetője

## Szkeleton
| Versenyző        | Versenyszám | 1. futam | 1. futam | 2. futam | 2. futam | 3. futam | 3. futam | 4. futam | 4. futam | Összesítés | Összesítés |
| Versenyző        | Versenyszám | Idő      | Hely.    | Idő      | Hely.    | Idő      | Hely.    | Idő      | Hely.    | Idő        | Helyezés   |
| ---------------- | ----------- | -------- | -------- | -------- | -------- | -------- | -------- | -------- | -------- | ---------- | ---------- |
| Simidele Adeagbo | Női         | 54,19    | 20.      | 54,58    | 20.      | 53,73    | 20.      | 54,28    | 20.      | 3:36,78    | 20.        |